# Hải bão Đại Tây Dương
Pterodroma incerta (tên tiếng Anh: Hải bão Đại Tây Dương) là một loại chim biển nhỏ thuộc chi Hải bão họ Procellariidae 
, một loài đặc hữu ở phía Nam Đại Tây Dương. Chúng sống với số lượng rất lớn tại Tristan da Cunha, đảo Gough, và phạm vi trên biển từ Brasil tới Namibia, với hầu hết là tại các hòn đảo trên biển về phía tây thuộc vùng nhiệt đới.
Thức ăn của chúng bao gồm các loài mực, cá nhỏ kiếm ăn ban đêm và động vật giáp xác.
Mặc dù có số lượng lớn, ước tính trên thế giới tầm 5 triệu cá thể, nhưng chúng là loài nguy cấp trong sách đỏ của IUCN bởi chúng chỉ sinh sản tại 2 hòn đảo thuộc Tristan da Cunha, cùng với đó là việc săn bắt để làm thực phẩm và tác động nghiêm trọng bởi những con chuột nhắt nhà khiến tỉ lệ con non sống sót rất thấp.